# Bob Bryar
Robert Cory Bryar, detto Bob Bryar (Chicago, 31 dicembre 1979 – Shelbyville, 24 novembre 2024), è stato un batterista statunitense.

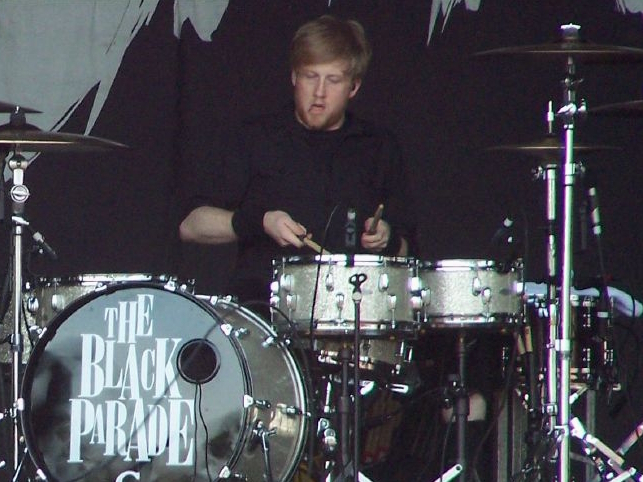
Bob Bryar nel 2007

Conosciuto soprattutto per essere stato il batterista dei My Chemical Romance dal 2004 al 2010, e come tecnico sonoro per le band The Used e Thrice, ha contribuito agli album The Black Parade e Danger Days: The True Lives of the Fabulous Killjoys.

## Vita privata
Ha studiato per una laurea in ingegneria acustica in Florida, ma non è chiaro se abbia concluso gli studi.
Dopo aver abbandonato la musica come carriera, ha ottenuto una licenza immobiliare  e si è interessato a cause animaliste. Nel 2021 ha messo all'asta su ebay 'la sua ultima batteria', citando il suo desiderio 'per iniziare a fare qualcosa di nuovo', e nel 2022 ha fatto lo stesso con la sua giacca indossata durante il video musicale del singolo Welcome To The Black Parade, donando i ricavati a vari rifugi per animali nelle zone colpite dall'uragano Ian.

## Morte
Bryar è stato trovato morto il 26 novembre 2024, e secondo il suo necrologio sarebbe deceduto due giorni prima. La causa di morte non è stata resa pubblica.

## Discografia
Con My Chemical Romance
- "All I Want for Christmas Is You" (2004; cover di Mariah Carey)
- "Under Pressure" (2005; con The Used; cover di Queen/David Bowie)
- Warped Tour Bootleg Series (2005)
- Life on the Murder Scene (2006)
- The Black Parade (2006)
- Live and Rare (2007)
- AOL Sessions (2007)
- The Black Parade Is Dead! (2008)
- The Black Parade: The B-Sides (2009)
- ¡Venganza! (2009)
- Danger Days: The True Lives of the Fabulous Killjoys (2010; credit only)
- Conventional Weapons (2012–2013)
- May Death Never Stop You (2014; album contenente le loro più grandi hit)
- The Black Parade/Living with Ghosts (2016; The Black Parade reissue)